# Ken'ichi Yoshida
Pour les articles homonymes, voir Yoshida.
 (mai 2025).
Si vous disposez d'ouvrages ou d'articles de référence ou si vous connaissez des sites web de qualité traitant du thème abordé ici, merci de compléter l'article en donnant les références utiles à sa vérifiabilité et en les liant à la section « Notes et références ».
Ken'ichi Yoshida (吉田健一) est un musicien japonais membre fondateur du groupe Yoshida Brothers (吉田兄弟, Yoshida kyōdai) avec son frère Ryōichirō (吉田良一郎).
Il est né le 16 décembre 1979 à Noboribetsu  sur l'île de Hokkaidō. Il commence le minyou shamisen (folk song) en 1985 (il est alors âgé de cinq ans) et en 1990 (à dix ans), il devient l'élève de Takashi Sasaki (佐々木孝氏) un maître du tsugaru shamisen.

## Discographie
- 2000, Move (album)
- 2000, Ibuki (いぶき?) (album)
- 2002, Soulful (album)
- 2002, Storm (single)
- 2003, Frontier (album)